# Kleine Mühle (Wriezen)
Die Kleine Mühle (im Mittelalter Lubenekesche Mühle und Lippensche Mühle, in der 2. Hälfte des 19. Jahrhunderts auch Niecke’s Mühle genannt) war eine historische Wassermühle und ist heute ein Wohnplatz im Stadtgebiet von Wriezen im Landkreis Märkisch-Oderland (Brandenburg). Sie ist urkundlich bereits 1300 nachgewiesen. Ab Ende des 18. Jahrhunderts war sie mit einer Holländerwindmühle auf dem nahe gelegenen Oblatenberg kombiniert. Die Holländerwindmühle brannte 1908 ab und wurde nicht mehr aufgebaut. Der Mahlbetrieb der Wassermühle wurde 1973 eingestellt.

## Lage
Der Wohnplatz Kleine Mühle liegt knapp 2 km nordwestlich des Altstadtkerns von Wriezen. Die Straßenbezeichnung lautet heute Rondeeler Weg 8.

## Geschichte
Im Jahr 1300 gehörte die Kleine Mühle den Nonnen des Zisterzienserinnenklosters Altfriedland. Sie wurde damals noch Lubenekesche Mühle genannt. Nach Rudolf Schmidt ist die Mühle vermutlich mit der Anlage der Stadt entstanden. Das Kloster musste die Mühle bald darauf an die Familie von Lochow verpfänden, denn 1366 machte Guta/Guthe von Lochen eine Seelmessstiftung an der Lorenzkapelle in der Stadt Wriezen für ihren verstorbenen Ehemann Friedrich von Lochen in Höhe von drei Weinscheffel Roggen aus der Lubenekeschen Mühle. Das Kloster konnte die Mühle wieder einlösen, und sie verblieb im Klosterbesitz bis zur Säkularisation des Klosters 1540. 
Am 7. April 1524 schlossen die Äbtissin Catharina von Loben und die ganze Versammlung des Klosters sowie Melchior von Pfuel als Klostervogt auf der einen Seite und der Rat der Stadt Wriezen und Calixtus Lowen, als Erbpächter der Lippenschen Mühle auf der anderen Seite einen Vertrag, nach dem Letzterem der Bau einer Malzmühle mit einem Rad auf städtischen Grund und Boden gestattet wurde. Auch die Lubenekesche Mühle wurde vertraglich auf ein Rad beschränkt. Da durch den Mühlenstau die Wiesen der Klosterdörfer Biesdorf und Lüdersdorf von Zeit zu Zeit überschwemmt wurden, musste der Rat der Stadt Wriezen den Einwohnern von Biesdorf und Lüdersdorf das Recht einräumen, ihr Vieh von Johannis (24. Juni) bis Walpurgis (1. Mai) auf der ratseigenen Wiese bei der Kleinen Mühle weiden zu lassen.
Im Gegensatz zur – nach 1524 – neu errichteten Malzmühle oder Großen Mühle wurde die Lubenekesche Mühle nun Kleine Mühle genannt. Nach der Säkularisation des Klosters Friedland konnte die Stadt Wriezen die Kleine Mühle erwerben. Die Stadt vergab die Kleine Mühle nun in Erbpacht. Der Erbpächter musste 5 Wispel Roggen an die Kämmerei der Stadt entrichten. Später überließ die Stadt dem Müller der Kleinen Mühle auch einen nahe gelegenen Hügel gegen eine Pacht von einem Scheffel Roggen. Diesen Scheffel Roggen erhielt der Küster an der Stadtpfarrkirche, dass er die Oblaten für die Heilige Kommunion zu besorgen hatte. Der Hügel wurde daraufhin im Volksmund auch Oblatenberg genannt. Die dortige Brücke über das Mühlenfließ – der Weg führte weiter nach Sonnenburg – mussten der Müller der Kleinen Mühle und der Amtmann des Vorwerks Gauls gemeinsam unterhalten. 1590 war Simon Beerbaum Erbpächter der Kleinen Mühle.
Am 29. September 1603 schloss der Rat der Stadt Wriezen einen neuen Erbpachtvertrag mit Jacob Denow, bisheriger Obermüller von Gördelsdorf (wohl Görtelsdorf). Das einmalig zu bezahlende Erbpachtsgeld betrug 300 märkische Gulden, die jährliche Pacht 5 Wispel Roggen. Denow hatte das Nutzungsrecht für den Mühlenteich und umliegendes Land. Er durfte auch zwei Kühe und eine Ferse auf die städtischen Weiden treiben. 1626 überließ Jacob Denow (auch Drehnow geschrieben) die Kleine Mühle seinem Sohn Hans. Über das Schicksal der Mühle in den schwierigen Zeiten des Dreißigjährigen Krieges und den Jahrzehnten danach ist leider nichts bekannt. Sie muss in dieser Zeit in den Besitz von Martin Gieße gekommen sein. Mit einem Vertrag vom 12. August 1676 wird die Kleine Mühle dem Amtsschreiber Johann Engel im Amt Neuenhagen überlassen. Dabei wird auch der Vorbesitzer Martin Gieße genannt. Die Bewohner von Altmädewitz und Altkietz mussten ihr Getreide in der Kleinen Mühle mahlen lassen, waren sog. Zwangsmahlgäste.
1692 war Jürgen/Georg Dilitz/Delitz Erbpachtmüller auf der Kleinen Mühle. Er starb 1699, worauf seine Witwe die Mühle weiterführte. 1736 verkaufte sie die Mühle an den Mühlenmeister Martin Herzberg, der aber bereits 1741 gestorben ist. Danach wechselten die Erbpächter in rascher Folge. Auf Herzberg folgte Johann Friedrich Caspar. 1759 war Johann Michael Lemmelt Besitzer der Mühle. Ihm folgte dann Mühlenmeister Christian Ernst Hübener, der am 20. März 1762 verstorben ist. Seine Witwe Marie geb. Kapke übernahm die Mühle und verkaufte sie 1768 für 2050 Taler an Johann Albrecht Henning, der sie 1772 an Christian Huwe verkaufte. 1775 wurde bei der Kleinen Mühle eine Walkmühle für die Tuchmacher in Wriezen errichtet. Am Pfingstsonntag 1782 (19. Mai) brannten die Kleine Mühle und die Walkmühle bis auf die Grundmauern nieder. Vermutlich musste Christian Huwe aufgeben und den Wiederaufbau einem anderen Müller überlassen. Schon vor dem Brand der Wassermühle 1782 war auf dem Oblatenberg eine holländische Schneidemühle errichtet worden, die der Schwiegersohn des Christian Huwe, Martin Engel betrieb. Vermutlich war sie schon damals mit der Wassermühle kombiniert.
1784 ist Mühlenmeister Tralles Besitzer der Kleinen Mühle und mutmaßlich auch der Schneidemühle auf dem Oblatenberg. 1794 brannte nun diese Schneidemühle ab, und Tralles baute sie als Getreidemahlmühle wieder auf. Diese holländische Windmühle existierte bis 1908. Nach Schmidt: Geschichte der Stadt Wriezen soll die Kleine Mühle 1795 in den Besitz von Mühlenmeister Friedrich Maaß gekommen sein. Im Gegensatz dazu soll 1802 ein gewisser Spornlaeder Besitzer der Kleinen Mühle gewesen sein (Schmidt, im Oberbarnimer Kreiskalender von 1926). Vielleicht ist letztere Angabe ein Irrtum, denn Spornlaeder war zumindest etwas später Besitzer der zwei Bockwindmühlen westlich der Stadt Wriezen. 1819 überließ Friedrich Maaß die Kleine Mühle seinem Sohn Friedrich Ferdinand Maaß. Der Mahlzwang wurde in den 1820er Jahren aufgehoben. Dafür erhielten die Wriezener Mühlenbesitzer (zwei Wassermühlen, 5 Bockwindmühlen) eine Entschädigung in Höhe von 620 Talern 21 Silbergroschen und 5 Pfennigen, die sie unter sich aufteilen mussten. 1827 wurde der Grundzins in Höhe von 5 Wispel Roggen, der auf der Kleinen Mühle lastete, durch den Besitzer abgelöst. Die Ablösungssumme in Höhe von 3976 Talern 18 Groschen und 5¼ Pfennigen überforderte wohl die Finanzkraft des Besitzers. 1830 gehörte sie dem aus Platkow stammenden Mühlenmeister J. B. Streblow, und 1837 wird als Besitzer Kaufmann Gärtner genannt.
Gärtner verkaufte die Kleine Mühle an einen Mühlenmeister F. B. Bade (recte Bode?). 1845 gehörte die Kleine Mühle Kaufmann Carl Friedrich Wilhelm Bode, aber sie musste schuldenhalber versteigert werden. Die Wassermühle wurde auf 4591 Taler 10 Groschen und 10 Pfennige taxiert. Die dazugehörige Holländerwindmühle wurde auf 3700 Taler 14 Silbergroschen und 2 Pfennige taxiert. Ein Vorbesitzer namens Wackerow wird auch noch genannt.
Im Wriezener Müllergewerk tritt 1861 Mühlenmeister Nieke an die Stelle von Altmeister Lüdecke von der Roten Mühle in Altkietz. Nieke lässt sich schon 1859 in Wriezen nachweisen, hatte die Kleine Mühle wohl schon damals gekauft. 1858 bestand der Wohnplatz aus einem Wohngebäude und fünf Wirtschaftsgebäuden und hatte 11 Einwohner. Es wurden zwei Pferde und fünf Stück Rindvieh gehalten. 1871 wurde die Kleine Mühle auch Nieke’s Mühle genannt. Der Wohnplatz hatte ein Wohngebäude und 16 Einwohner.
Ab 1910 ist Gustav Schauer Besitzer der Kleinen Mühle. Er beantragte 1931 das Staurecht für das Mühlenfließ. Bis 1935 ist er als Besitzer der Kleinen Mühle nachgewiesen.
Die Kleine Mühle blieb im 2. Weltkrieg von Kriegsschäden verschont. Der Mahlbetrieb konnte schon im Sommer 1945 weitergehen, erfolgte jetzt aber mit einem Dieselmotor. Ab 1960 wurden in der Mühle nur noch Futtermittel für die LPG Wriezen hergestellt. 1973 wurde der Mahlbetrieb eingestellt. 
Die Kleine Mühle ist heute ein Wohnplatz auf der Gemarkung der Stadt Wriezen.

## Müller und Mühlenmeister
- 1524 Calixtus Lowen, Erbpächter
- 1590 Simon Beerbaum
- 1603 bis 1626 Jacob Denow[14]
- ab 1626 Hans Denow
- bis 1676 Martin Giese
- ab 1676 Johann Engel
- 1692 nis 1699 Jürgen Dilitz
- nach 1699 Witwe Dilitz
- 1736 bis 1741 Martin Herzberg
- nach 1741 Friedrich Caspar
- 1759 Johann Michael Lemmelt
- bis 1762 Christian Ernst Hübener
- bis 1768 Witwe Hübener
- 1768 bis 1772 Johann Albrecht Henning
- 1772 bis 1782 Mühlenmeister Christian Huwe († 1787)[3]
- 1784 Tralles
- 1795 bis 1819 Friedrich Maaß
- ?1802 Spornlaeder
- 1818 Ferdinand Maaß
- 1830 J. B. Streblow
- 1837 Gärtner, Kaufmann
- ? Wackerow
- bis 1845 Carl Friedrich Wilhelm Bode
- 1859 bis 1877 Mühlenmeister E. Nieke/Niecke[7][15][16]
- (1910) bis (1935) Gustav Schauer[12]
- nach 1945 Manfred Korn[17]
- 1997 Arno Korn[17]

## Mühlenbauliche Anlagen
Oberhalb des Mühlengebäudes ist noch ein Teich vorhanden. Allerdings scheint es sich nicht um den ursprünglichen Mühlteich zu handeln. Auf der Topographischen Karte von um 1900 hat der Mühlteich eine andere Form. Das Wasserrad soll ein oberschlächtiges Wasserrad mit einem Durchmesser von fünf Metern gewesen sein. 1919/20 ließ der damalige Müller Gustav Schauer das Mühlengebäude verlängern und aufstocken. 1997 wurde das vordere Mühlengebäude abgerissen, der hintere Teil wurde zu Wohnungen umgebaut.